# Liste der Kulturdenkmale in Dannau
In der Liste der Kulturdenkmale in Dannau sind alle Kulturdenkmale der schleswig-holsteinischen Gemeinde Dannau (Kreis Plön) und ihrer Ortsteile aufgelistet (Stand: 10. März 2025).

## Legende
In den Spalten befinden sich folgende Informationen:
- Objekt-ID: die Nummer des Kulturdenkmales
- Lage: die Adresse des Kulturdenkmales und die geographischen Koordinaten. Kartenansicht, um Koordinaten zu setzen. In der Kartenansicht sind Kulturdenkmale ohne Koordinaten mit einem roten Marker dargestellt und können in der Karte gesetzt werden. Kulturdenkmale ohne Bild sind mit einem blauen Marker gekennzeichnet, Kulturdenkmale mit Bild mit einem grünen Marker.
- Offizielle Bezeichnung: Bezeichnung des Kulturdenkmales
- Beschreibung: die Beschreibung des Kulturdenkmales
- Bild: ein Bild des Kulturdenkmales

## Bauliche Anlagen
| Objekt-ID | Lage                                          | Offizielle Bezeichnung | Beschreibung | Bild |
| --------- | --------------------------------------------- | ---------------------- | --- | ---- |
| 23813     | Hauptstraße 6 (54° 14′ 35″ N, 10° 32′ 13″ O)  | ehem. Meierei          | ehem. Meierei; 1897; eingeschossiger traufständiger Backsteinbau mit schiefergedecktem Satteldach, Mittelrisalit und drei Anbauten - Begründung: geschichtlich, städtebaulich, Kulturlandschaft prägend - Schutzumfang: gesamtes Objekt - Denkmaltyp: Bauliche Anlage | BW   |
| 4877      | Kührener Weg 4 (54° 14′ 32″ N, 10° 32′ 44″ O) | ehem. Forsthaus        | ehem. Forsthaus; Mitte 19. Jh.; eingeschossiger traufständiger Backsteinbau auf Granitquadersockel mit reetgedecktem Halbwalmdach - Begründung: geschichtlich, Kulturlandschaft prägend - Schutzumfang: gesamtes Objekt - Denkmaltyp: Bauliche Anlage                 | BW   |

## Quelle
- Liste der Kulturdenkmale in Schleswig-Holstein – Kreis Plön (PDF)

- Karte mit allen Koordinaten:
- OSM |
- WikiMap